# Agencia Nacional de Estadística y Demografía de Senegal
La Agencia Nacional de Estadística y Demografía (en francés: Agence nationale de la statistique et de la démographie, sigla ANSD) es el servicio oficial de estadística de Senegal. Creada en 2005, sus actividades se organizan en el marco general del sistema estadístico de Senegal y su estructura administrativa recae bajo la autoridad del ministro responsable de Estadística, actualmente el ministro de Economía y Finanzas. Sus atribuciones y su organización fueron objeto del decreto 2005-436 de 23 de mayo de 2005. De manera general, la ANSD es responsable de asegurar la coordinación técnica de las actividades del sistema estadístico nacional y de realizar por sí misma las actividades de producción y difusión de datos estadísticos para las necesidades del gobierno, las administraciones públicas y el sector privado. 

## Misión
La Agencia es responsable de promover el desarrollo de las ciencias estadísticas y la investigación económica que sea de su competencia; garantizar el desarrollo y la implementación de programas plurianuales y anuales de actividades estadísticas; centralizar y difundir los datos estadísticos producidos por todo el sistema estadístico nacional; realizar encuestas de cobertura nacional, en particular censos de población y censos empresariales y elaborar las cuentas de la nación. 

## Organización
La ANSD es administrada por un Consejo de Administración compuesto por nueve miembros nombrados por decreto por un período de tres años, renovable a propuesta del ministro responsable. El Presidente del Consejo de Administración es nombrado entre los miembros de dicho Consejo por un período no renovable de tres años, a propuesta del ministro responsable. El Consejo define y dirige la política general de la agencia.
El director general es responsable de la gestión y aplicación de la política general de la Agencia bajo el control del Consejo de Administración del que depende. 

## Historia
La ANSD sucedió en 2005 a la Dirección de Previsión y Estadísticas (DPS), que había sido creada en 1990 mediante la fusión de la Dirección de Estadísticas y la Dirección de Previsión y Condiciones Económicas. ; el Departamento de Estadística se creó en 1960 y el Departamento de Previsión y Perspectivas Económicas en 1974. 
| apellido              | Período     |
| --------------------- | ----------- |
| Aboubacar Sédikh Bèye | 2022 -      |
| Pr. Allé Nar Diop     | 2020 - 2022 |
| Babacar Ndir          | 2017 - 2020 |
| Aboubacar Sédikh Bèye | 2014 - 2017 |
| Babakar Fall          | 2006 - 2014 |
| Sogue Diarisso        | 2000 - 2006 |
| Faye Moussa           | 1997 - 2000 |
| Awa Thiongane         | 1980 - 1997 |
| Lamine Diop           | 1974 - 1980 |
| Serigne Lamine Diop   | 1967 - 1974 |